# 莫拉拉诺瓦
莫拉拉诺瓦，是西班牙加泰罗尼亚塔拉戈纳省的一个市镇。总面积16平方公里，总人口2832人（2001年），人口密度177人/平方公里。